# Pietro Lana
Pietro Lana, detto Piero o Pierino e soprannominato Fantaccino (piccolo fante) (Milano, 10 ottobre 1889 – Milano, 6 dicembre 1950) è stato un calciatore italiano dell'inizio del XX secolo, noto per aver realizzato, nel 1910, il primo gol (nonché la prima tripletta) della storia della Nazionale Italiana di calcio.

## Vita e carriera
Fu inizialmente fra i dissidenti del Milan che nel 1908 fondarono l'Inter, ma rientrò immediatamente nella società rossonera, con cui esordì in campionato, segnando, proprio contro i "cugini" il 10 gennaio 1909.
Nel ruolo di mezz'ala sinistra si mise in luce militando nel Milan negli anni immediatamente precedenti la prima guerra mondiale, mostrando grande velocità, precisione di tiro e una buona tecnica, nonostante il carattere vivace.
Il 15 maggio 1910 fu chiamato alla partita d'esordio della nazionale, un'amichevole disputata tra l'Italia e la Francia e terminata con il punteggio di 6-2. Lana realizzò al 10º minuto del primo tempo il primo storico gol tricolore ed in quella partita mise a segno una tripletta.
Durante il conflitto mondiale giocò per un anno con il Brescia insieme all'amico Renzo De Vecchi; in servizio militare a Brescia, disputarono una decina di partite amichevoli con la squadra lombarda.
Lana giocò poi solamente un'altra partita in Nazionale, sempre nel 1910, nella sconfitta per 6-1 contro l'Ungheria.

## Statistiche

### Presenze e reti nei club
| Stagione        | Squadra         | Campionato      | Campionato | Campionato | Coppe nazionali | Coppe nazionali | Coppe nazionali | Coppe continentali | Coppe continentali | Coppe continentali | Altre coppe | Altre coppe | Altre coppe | Totale | Totale |
| Stagione        | Squadra         | Comp            | Pres       | Reti       | Comp            | Pres            | Reti            | Comp               | Pres               | Reti               | Comp        | Pres        | Reti        | Pres   | Reti   |
| --------------- | --------------- | --------------- | ---------- | ---------- | --------------- | --------------- | --------------- | ------------------ | ------------------ | ------------------ | ----------- | ----------- | ----------- | ------ | ------ |
| 1908-1909       | Milan           | PC              | 2          | 1          | -               | -               | -               | -                  | -                  | -                  | -           | -           | -           | 2      | 1      |
| 1909-1910       | Milan           | PC              | 8          | 3          | -               | -               | -               | -                  | -                  | -                  | -           | -           | -           | 8      | 3      |
| 1910-1911       | Milan           | PC              | 15         | 2          | -               | -               | -               | -                  | -                  | -                  | -           | -           | -           | 15     | 2      |
| 1911-1912       | Milan           | PC              | 5          | 2          | -               | -               | -               | -                  | -                  | -                  | -           | -           | -           | 5      | 2      |
| 1912-1913       | Milan           | PC              | 5          | 1          | -               | -               | -               | -                  | -                  | -                  | -           | -           | -           | 5      | 1      |
| 1913-1914       | Milan           | PC              | 15         | 0          | -               | -               | -               | -                  | -                  | -                  | -           | -           | -           | 16     | 9      |
| Totale Milan    | Totale Milan    | Totale Milan    | 51         | 18         |                 | -               | -               |                    | -                  | -                  |             | -           | -           | 51     | 18     |
| 1916-1917       | Brescia         | -               | -          | -          | -               | -               | -               | -                  | -                  | -                  | -           | -           | -           | -      | -      |
| Totale carriera | Totale carriera | Totale carriera | 51         | 18         |                 | -               | -               |                    | -                  | -                  |             | -           | -           | 51     | 18     |

### Cronologia presenze e reti in Nazionale
| Cronologia completa delle presenze e delle reti in nazionale ― Italia | Cronologia completa delle presenze e delle reti in nazionale ― Italia | Cronologia completa delle presenze e delle reti in nazionale ― Italia | Cronologia completa delle presenze e delle reti in nazionale ― Italia | Cronologia completa delle presenze e delle reti in nazionale ― Italia | Cronologia completa delle presenze e delle reti in nazionale ― Italia | Cronologia completa delle presenze e delle reti in nazionale ― Italia | Cronologia completa delle presenze e delle reti in nazionale ― Italia |
| Data                                                                  | Città                                                                 | In casa                                                               | Risultato                                                             | Ospiti                                                                | Competizione                                                          | Reti                                                                  | Note                                                                  |
| --------------------------------------------------------------------- | --------------------------------------------------------------------- | --------------------------------------------------------------------- | --------------------------------------------------------------------- | --------------------------------------------------------------------- | --------------------------------------------------------------------- | --------------------------------------------------------------------- | --------------------------------------------------------------------- |
| 15-5-1910                                                             | Milano                                                                | Italia                                                                | 6 – 2                                                                 | Francia                                                               | Amichevole                                                            | 3                                                                     |                                                                       |
| 27-5-1910                                                             | Budapest                                                              | Ungheria                                                              | 6 – 1                                                                 | Italia                                                                | Amichevole                                                            | -                                                                     |                                                                       |
| Totale                                                                |                                                                       | Presenze                                                              | 2                                                                     |                                                                       | Reti                                                                  | 3                                                                     |                                                                       |

### Record
- Primo marcatore della storia della Nazionale italiana di calcio, grazie al gol dell'1-0 nella partita amichevole contro la Francia del 15 maggio 1910.
- Primo giocatore della Nazionale italiana di calcio a realizzare un gol su rigore (al minuto 89 della stessa partita contro la Francia sopra citata).
- Primo giocatore della Nazionale italiana di calcio a realizzare una tripletta (nella stessa partita contro la Francia sopra citata).